# Augustus Loftus

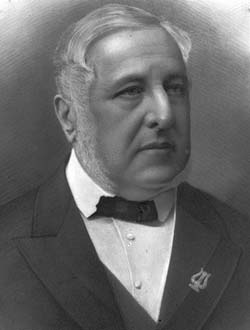
Lord Augustus Loftus

Lord Augustus William Frederick Spencer Loftus GCB, PC (* 4. Oktober 1817 in Bristol; † 7. März 1904 in Ascot) war ein britischer Diplomat und Kolonialbeamter.
Er war der vierte Sohn des John Loftus, 2. Marquess of Ely (1770–1845), aus dessen Ehe mit Anna Maria Dashwood. Als Sohn eines Marquess führte er seit Geburt das Höflichkeitsprädikat Lord. Seine Laufbahn begann er nach seiner Ausbildung in Eton und Cambridge 1837 als Attaché in Berlin. 1844 wurde er nach Stuttgart versetzt und begleitete von 1848 bis 1852 Sir Stratford Canning auf dessen Spezialmissionen nach Berlin, Wien, München, Athen und Konstantinopel. 1852 wurde er Gesandtschaftssekretär in Stuttgart und 1853 in Berlin.
Augustus Loftus diente sodann als Botschafter in Wien (1858–60) sowie als Gesandter in Berlin (1860–62) und anschließend in München. Danach war er Botschafter in Preußen (1866–68), beim Norddeutschen Bund (1868–1871) und im Russischen Reich (1871–1879). Er nahm dort an den dem Ausbruch des Russisch-Türkischen Kriegs vorhergehenden Verhandlungen zwischen England und Russland bedeutenden Anteil. Nach der Abberufung von seinem diplomatischen Posten in Sankt Petersburg übte er von 1879 bis 1885 das Amt des Gouverneurs von New South Wales (Australien) aus.
1866 wurde er zum Knight Grand Cross des Order of the Bath erhoben.
Aus seiner 1845 geschossenen Ehe mit Emma Maria Greville († 1902), Tochter des Vice-Admiral Henry Francis Greville (1796–1864), hatte er zwei Töchter und drei Söhne.

## Veröffentlichungen (Auswahl)
- Berichte aus Preußen an die britische Regierung (Feb.–August 1866)
- The diplomatic reminiscences of Lord Augustus Loftus 1837–1879, 4 Bände, London 1892–94